# Giuseppe Maria Capece Zurlo
Pour les articles homonymes, voir Capece.
Pour les autres membres de la famille, voir Famille Capece.
Giuseppe Maria Capece Zurlo (né le 3 janvier 1711 à Monteroni di Lecce, dans l'actuelle province de Lecce, dans la région des Pouilles, alors dans le royaume de Naples et mort le 31 décembre 1801 à Naples) est un cardinal italien du XVIIIe siècle.

## Biographie
Giuseppe Maria Capece Zurlo est nommé évêque de Calvi en 1756. En 1782, il est promu à la fonction d'archevêque de Naples.
Le pape Pie VI le crée cardinal lors du consistoire du 16 décembre 1782 au titre cardinalice de San Bernardo alle Terme. Il ne participe pas au conclave de 1799-1800 à Venise, lors duquel Pie VII est élu. Il est membre de l'ordre des Théatins.

## Succession apostolique
Giuseppe Maria Capece Zurlo a ordonné les évêques suivants :
- Évêque Antonio Bucci (1783)
- Évêque Domenico de Iorio (1786)
- Évêque Crescenzio Maria Grippi (1786)
- Archevêque Giuseppe Rossi (1792)
- Évêque Pasquale Sifanni (1792)
- Évêque Gaetano Vitolo (1798)
- Évêque Gabriele Maria Genghi (1798)
- Évêque Domenico Ventapane (1798)